# Афлатоксин B1
Афлатоксин B1 (АФB1, AFB1, сокр. от англ. Aspergillus flavus toxin B1) — органическое соединение из группы поликетидов (декакетид), относится к микотоксинам. Один из наиболее встречающихся афлатоксинов. Контаминант, вторичный метаболит, который продуцируется некоторыми видами микроскопических плесневых грибов (микромицетов) рода Аспергилл (Aspergillus flavus, A. parasiticus). Данные микромицеты поражают в основном корма для скота и пищевые продукты растительного происхождения: зерновые культуры, масличные культуры (семена хлопчатника, подсолнечника и так далее), орехи (арахис и другие) и сухофрукты, встречаются также, но намного реже, в продуктах животного происхождения. Чрезвычайно токсичен и обладает сильнейшей гепатотоксичностью и гепатоканцерогенной активностью. В опытах на животных АФB1 показал мутагенные, тератогенные и иммунносупрессивные воздействия. Вследствие этих свойств представляет большую угрозу здоровью и жизни человека.

## История

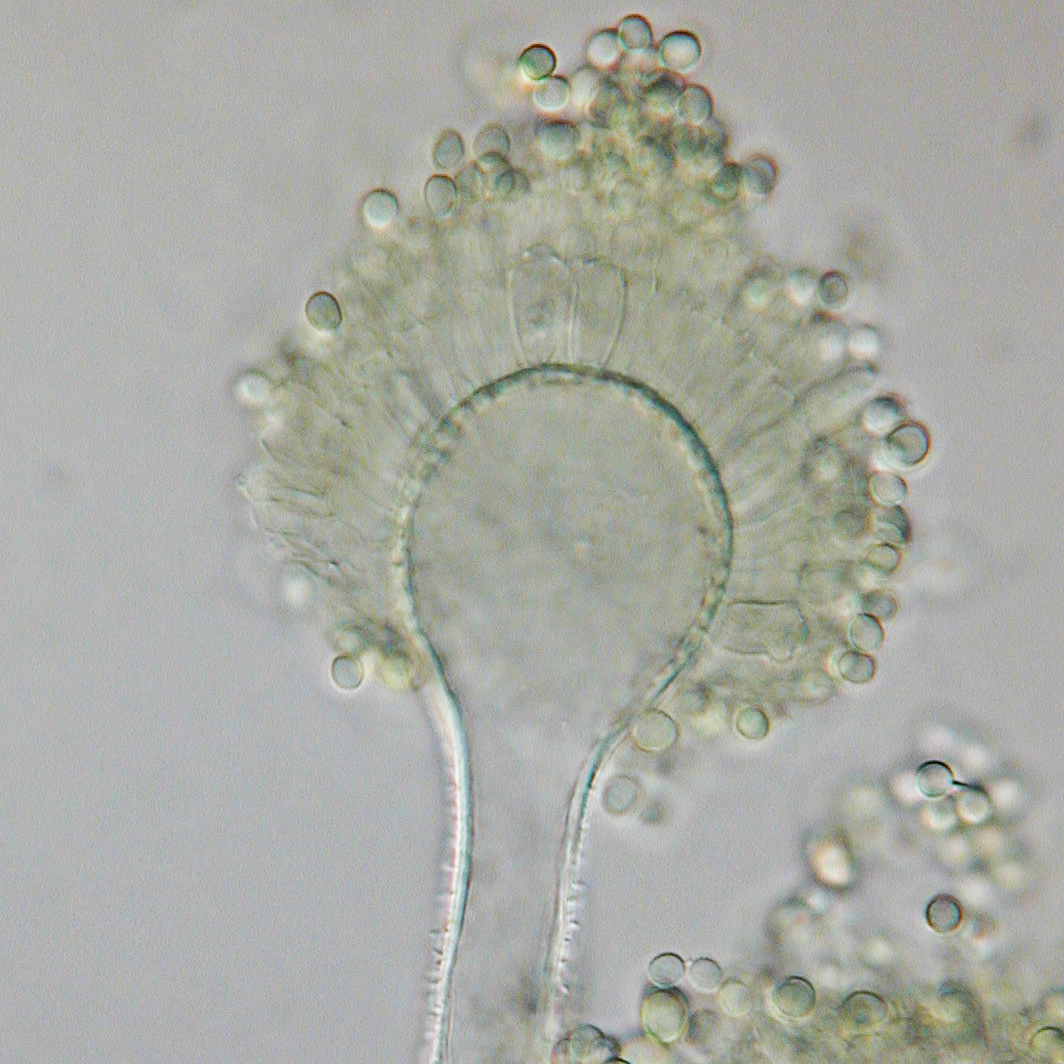
Конидии Aspergillus flavus.

Как и другие афлатоксины, афлатоксин B1 не был известен до 60-х годов XX века. Изучение его структуры и свойств началось после загадочной гибели огромного количества индеек в Англии в 1961 году. Загадочное вещество Х (смесь афлатоксинов, большую часть, которой составлял АФB1) было обнаружено в арахисовой муке, которую использовали в составе корма для индеек. Мука была поражена микроскопическими плесневыми грибами аспергиллами («жёлтая плесень»): Aspergillus flavus, A. parasiticus). Точное строение молекулы АФB1 установили в 1967 году. В 1969 году структура была подтверждена с помощью химического синтеза.

## Физико-химические свойства
Представляет собой кристаллическое вещество или белый порошок от бесцветного до бледно-жёлтого цвета. Плохо растворим в воде, хорошо в метаноле, хлороформе. Соединение очень стабильно (в растворе), имеет высокие температуры плавления и кипения, однако, в химически чистом виде относительно неустойчивое и чувствительно к действию воздуха и света, особенно к УФ-излучению. При детектировании в УФ свете флуоресцирует синим цветом.

## Продукты питания как источники
Афлатоксин B1 встречается в основном в заражённых пищевых продуктах (является контаминантом), и люди подвергаются воздействию им почти исключительно через продукты питания.
Основными источниками афлатоксина B1 являются заражённые аспергиллами продукты растительного происхождения, такие как:
- Бобовые культуры (соя, арахис, нут), особенно большое содержание встречается в семенах арахиса;
- Масличные культуры (семена подсолнечника и хлопчатника)
- Зерновые культуры (рис, пшеница, кукуруза и так далее)
- Орехи и сухофрукты (грецкие орехи, миндаль, фисташки, инжир, курага, фейхоа и так далее)

Гораздо меньше содержится афлатоксина B1 в продуктах животного происхождения — молоке, кисломолочных продуктах, яйцах и сыре.
Для роста аспергиллов (A. flavus, A. parasiticus и других) оптимальны довольно высокие температуры (35-45 °С) и относительно высокие значения влажности воздуха (при относительной влажности атмосферного воздуха ниже 85 % синтез афлатоксина прекращается), на субстратах с влажностью выше 9-10 % (для масличных и бобовых культур) или 18 % (зерновые). Росту благоприятствуют субстраты с повышенным содержанием растительных масел, такие как семена подсолнечника или сои, или крахмала.
Сохранность афлатоксина B1 после обычной кулинарной или технологической термической обработки пищевых продуктов очень высока, даже стерилизация в автоклавах в течение 30 мин при 135 °C существенно не снижает его содержания. Полное разрушение молекул АФB1 достигается при взаимодействии с жидким аммиаком или раствором гипохлорита натрия.

## Биосинтез
Афлатоксин B1 является дериватом, полученным при действии синтазы жирных кислот (СЖК) и поликетидной синтазы (ПКС) (известные как синтазы норсолариневой кислоты).

## Воздействие

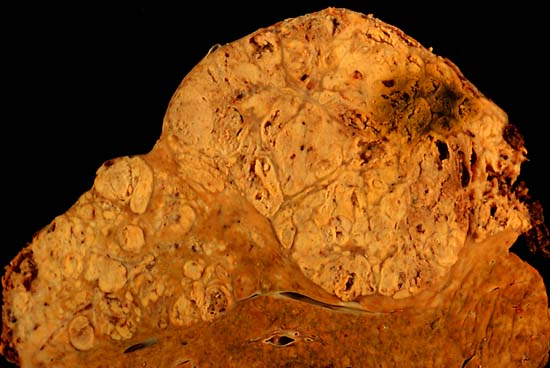
Хронический афлатоксикоз (хроническая интоксикация афлатоксинами) почти в 100 % случаев вызывает цирроз печени и гепатоцеллюлярную карциному. На снимке макропрепарат печени человека, с тотальным циррозом и локализованной карциномой печени.

Афлатоксин B1 может проникать через кожу. Накожное (дермальное) воздействие данного афлатоксина в конкретных условиях окружающей среды может привести к серьёзным рискам для здоровья. Печень является наиболее восприимчивым из органов человека, по отношению к токсичности афлатоксина B1. В исследованиях на животных, патологические очаги, связанные с интоксикацией афлатоксином B1, включают: снижение веса печени, вакуолизацию гепатоцитов (появление многочисленных вакуолей) и карциному печени. Другие поражения печени включают: расширение печеночных клеток, жировую инфильтрацию, некроз, кровоизлияния, фиброзы, регенерацию узелков и пролиферации/гиперплазии жёлчных протоков.

## Молекулярный механизм действия

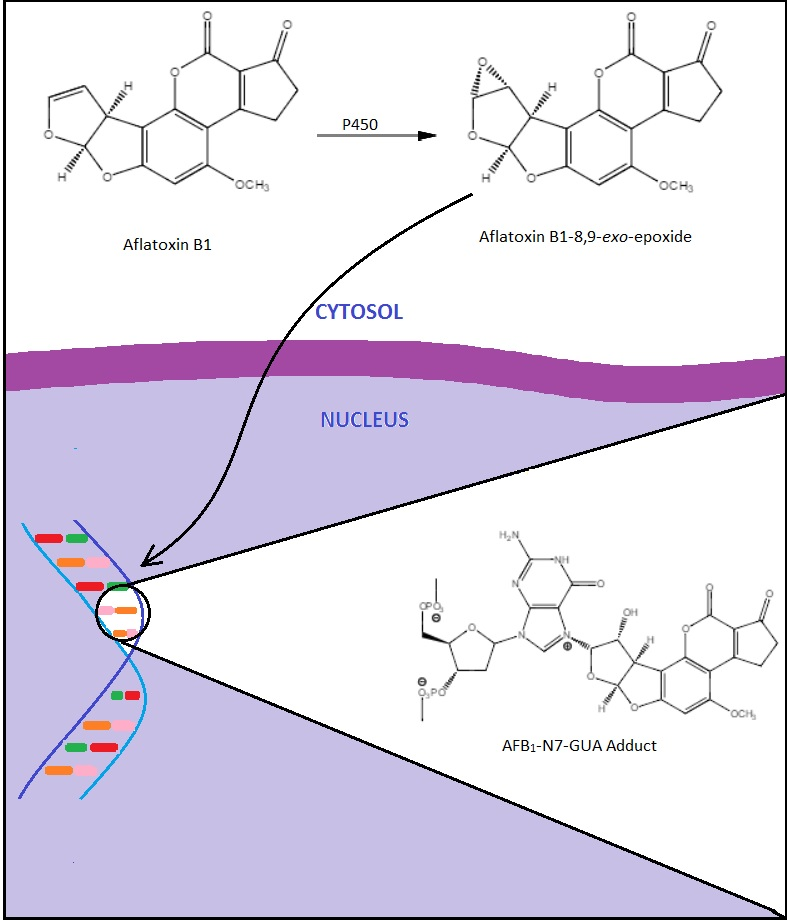
Схема образования ДНК-аддукта АФB_{1}.

Сам по себе афлатоксин B1 не обладает канцерогенным действием, то есть он является проканцерогеном. Канцерогеном является его активный метаболит — эпоксид. Попадая в гепатоцит, афлатоксин B1 гидроксилируется микросомальной системой окисления, катализируемой цитохромом P450, до эпоксида (8,9-эпокси-АФB1). Эпоксид проявляет чрезвычайно высокую реакционную способность вследствие наличия неподелённых пар электронов у атома кислорода и напряжения эпоксидного цикла, который легко разрушается и увеличивается его активность. Эпоксид немедленно начинает алкилировать ДНК с образованием прочных ковалентно-связанных ДНК-аддуктов, особенно с гуанином (8,9-эпокси-АФB1-N⁷-гуанин). Процесс алкилирования протекает по механизму мономолекулярного нуклеофильного замещения SN2.
Алкилирование ДНК эпоксидом АФB1 приводит к повреждениям гена-онкосупрессора p53, вплоть до утраты способности к экспрессии белка, тем самым лишая гепатоцит апоптоза. Дальнейшее продолжение процесса приводит к трансформации клеток посредством активации некоторых онкогенов, например, K-ras, вызывая гепатоцеллюлярную карциному.
Всё вышеперечисленные нарушения приводят к так называемому метаболическому хаосу и гибели клетки.

## Токсикология
Афлатоксин B1 — СДЯВ, обладающее сильнейшим гепатотоксическим и гепатоканцерогенным действием. Среди афлатоксинов наиболее токсичный для человека и животных. Помимо этого обладает и ярко выраженной мутагенной активностью, тератогенностью и иммунносупрессивным действием.
Токсичность афлатоксина B1 для некоторых животных представлена в таблице.
| Наименование животного | LD50 в мг/кг          |
| ---------------------- | --------------------- |
| Мыши                   | 9 (перорально)        |
| Крысы                  | 7,2-17,8 (перорально) |
| Кролики                | 0,4 (перорально)      |
| Морские свинки         | 2 (перорально)        |
| Лошади                 | 2 (перорально)        |
| Обезьяны (павианы)     | 2 (перорально)        |

Афлатоксин B1 способен вызывать у человека острые и хронические микотоксикозы, названные афлатоксикозами. Возникновению афлатоксикозов способствует отсутствие надлежащего санитарно-эпидемиологического контроля за продуктами питания, особенно в странах с жарким и влажным климатом (страны тропической Африки, Юго-восточной Азии и Индия), где среди местного населения наблюдаются высокие показатели цирроза печени и гепатоцеллюлярной карциномы.

### Острый афлатоксикоз
Этиология острого афлатоксикоза связана с однократным приёмом пищевых продуктов с высоким содержанием афлатоксина B1 (от 100 мкг/кг и более). При этом у пострадавших наблюдается следующая клиническая картина: рвота, конвульсии или судороги, кома, отёк головного мозга, острая печёночная недостаточность, при этом в крови наблюдается высвобождение аммиака. Особенно опасны острые афлатоксикозы у детей, так как среди них наблюдается довольно высокая летальность.

### Хронический афлатоксикоз
Этиология данного афлатоксикоза связана с многократным и долговременным приёмом пищевых продуктов с низким показателями содержания афлатоксина B1 (намного ниже летальных доз порядка 35-45 мкг/кг). В отличие от острого афлатоксикоза, при хроническом наблюдаются почти 100 % возникновения цирроза печени и злокачественных опухолей.

## Контроль риска и регуляция
Одним из важных доказательств реальной опасности афлатоксинов (включая и афлатоксин B1) для здоровья человека явилось установление корреляции между частотой и уровнем загрязнения пищевых продуктов афлатоксинами и частотой первичной карциномы печени среди населения.

### Методы определения
Наиболее эффективным методом определения афлатоксина B1 в пищевых продуктах, сырье и комбикормах является высокоэффективная жидкостная хроматография (ВЭЖХ) с использованием флюоресцентного детектора.

### Нормативные документы
Согласно данным Всемирной организации здравоохранения (ВОЗ), человек при благоприятной гигиенической ситуации потребляет с суточным рационом до 0,19 мкг/кг афлатоксина B1.
В России и странах таможенного союза согласно техническому регламенту таможенного союза № 015/2011 о безопасности зерна и № 021/2011 о безопасности пищевой продукции содержание афлатоксина B1 в пищевых злаках (зерновые культуры), масличных и бобовых культурах, а также продуктах из этих культур (растительные масла, маргарины итд.), орехах, чае, кофе, в мучных и сахаристых кондитерских изделий, восточных сладостях, жевательной резинки (для изделий, содержащих орехи); шоколаде и изделий из него, какао-бобах и какао-продуктах не должно превышать 0,005 мг/кг. В ферментных молокосвёртывающих препаратах грибного происхождения, продуктах для детей, беременных и кормящих женщин наличие афлатоксина B1 не допускается.